# Edgar Laplante
Edgar Laplante, noto come Chief White Elk e in Italia come Capo Cervo Bianco (Pawtucket, 16 marzo 1888 – Phoenix, 23 gennaio 1944), è stato un truffatore statunitense.

## Biografia
Edgar Laplante nacque nel 1888 a Pawtucket, nel Rhode Island, o forse nella limitrofa Central Falls, dove crebbe.
Iniziò a compiere piccole truffe negli Stati Uniti impersonando personaggi nativi americani e vendendo farmaci miracolosi. Nel 1917, si finse il maratoneta Tom Longboat a San Jose, in California, e di seguito a San Diego, riuscendo a entrare in contatto con diverse personalità locali. Impersonando un eroe statunitense e capo indiano di origini Cherokee, nel 1918 sposò Burtha Thompson in una cerimonia che ebbe risalto nei giornali dello Utah e dell'Oregon. Ingaggiato per impersonare un indiano nella tournée promozionale del film I pionieri, giunse in Europa. In Inghilterra, cercò di essere ammesso alla corte del monarca britannico per perorare la causa dei diritti dei nativi americani. Scoperto, fuggì in Francia. A Nizza fece conoscenza della contessa Khevenhüller e di sua figlia, che lo sovvenzionarono e lo portarono in Italia, dove, nel giugno del 1924, fingendosi il capo Cervo Bianco, fu accolto con tutti gli onori dal governo fascista, riuscendo a incontrare Benito Mussolini ma non il papa Pio XI. Alla fine aveva sottratto alle due donne più di un milione di lire.
Una volta scoperto fuggì in Svizzera dove fu raggiunto però da un mandato di cattura emesso dall'Italia e infine imprigionato; ricondotto in Italia, fu processato a Torino e condannato nel 1926 a cinque anni, sette mesi e quindici giorni di reclusione. Graziato nel 1932, tornò negli Stati Uniti. Morì nel 1944 di attacco cardiaco.

## Nella letteratura e nel cinema
- L'anno dell'indiano (2001) di Ernesto Ferrero.
- Nel 2023 viene presentato al Teatro di Sant'Agostino di Genova lo spettacolo Il fenomeno Laplante. Lo strano caso del Capo Indiano Fascista, con la direzione di Emanuele Conte.[7][8][9]